# Cenk Gönen
Cenk Gönen (Smirne, 21 febbraio 1988) è un calciatore turco, portiere del Çorluspor.

## Palmarès

### Club

#### Competizioni nazionali
- Coppa di Turchia: 1

Beşiktaş: 2010-2011